# ハワイ・マレー沖海戦

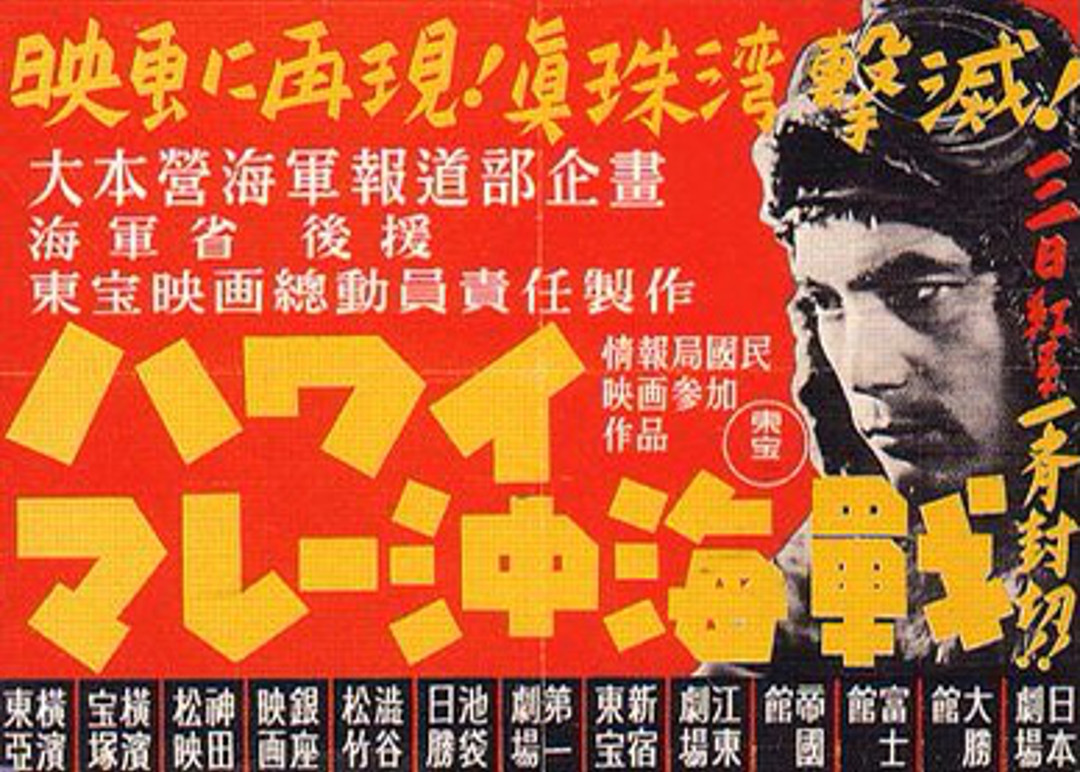
『ハワイ・マレー沖海戦』別バージョンのポスター

『ハワイ・マレー沖海戦』（ハワイ マレーおきかいせん）は、1942年（昭和17年）12月3日に日本の東宝映画が製作、社団法人映画配給社配給で公開された戦争映画・プロパガンダ映画である。情報局国民映画参加、情報局総裁賞授与作品。監督は山本嘉次郎、主演は伊東薫。

## 概要
1941年（昭和16年）12月8日の真珠湾攻撃および12月10日のマレー沖海戦の大勝利を描き、国威称揚させることを目的として、海軍省が企画し、開戦1周年記念映画として1942年に公開された。
物語の主軸となるのは大日本帝国海軍のパイロットを目指す予科練の詳細な生活。平凡な少年だった友田義一が海軍精神を注入されながら厳しい訓練を耐え抜き、晴れてパイロットとして搭乗するまでに物語の大半が費やされている。
後半は真珠湾攻撃に至るまでの航空母艦内の生活が詳細に描かれ、特撮を用いた攻撃シーンが場面を盛り上げる。最後は、仏印基地から発進した攻撃機がイギリス海軍の新鋭戦艦「プリンス・オブ・ウェールズ」と巡洋戦艦「レパルス」を撃沈し、大本営が戦果を発表するまでを描く。
訓練の様子を描くことで、少年が軍人として成長していく様子を壮美に描写することが意図されているが、少年が戦争に巻き込まれていくことの悲劇性の描写にもなっており、単なる戦意高揚映画に留まらない作品として評価されている。
特撮の完成度が評価された本作品は「国民必見」の映画と評され、日本映画史上空前のヒット作となった。キネマ旬報ベスト・テン第1位。
戦後も1968年（昭和43年）に東宝の配給で再公開されており、冒頭に、複雑な思いで見るだろうが公開当時のままで上映する旨を断り書きした字幕がついていた（CS放送ではこの字幕が付かない場合がある）。

## キャスト
全員ノンクレジット。参照 
- 伊東薫 - 友田義一（ともだ よしかず）、農村で育った飛行機好きの少年。予科練に入り、艦上攻撃機の操縦者となる。
- 英百合子 - つね、義一の母
- 原節子 - 喜久子[1]（きく子[9]）、義一の姉
- 加藤照子 - 宇女子[1]（うめ子[9]）、義一の妹
- 中村彰 - 立花忠明（たちばな ただあき）、義一と同郷の海軍兵学校生徒。義一の海軍入りを応援する。
- 汐見洋 - 周右衛門、忠明の父
- 井上千枝子 - しづ、忠明の母
- 大崎時一郎 - 周明、忠明の兄
- 音羽久米子 - ふみ、忠明の姉
- 徳永文六 - 爺や
- 泉つね - 女中
- 豊原みのり - 女中
- 榊田敬二 - 郵便集配人

### 予科練
- 藤田進 - 山下宇一郎[1]（大尉[9]）。予科練時代の義一の分隊長。航空母艦飛行隊では第三分隊長。
- 河野秋武 - 斎藤班長

### 練習航空隊
- 浅田健三 - 谷崎少佐
- 岬洋二 - 竹村分隊長
- 鈴木佐衛門 - 杉江隊員

### ハワイ方面
- 大河内傳次郎 - 佐竹艦長
- 小島洋々 - 徳田副長
- 菅井一郎 - 牛塚航海長
- 清川荘司 - 島田飛行長
- 瀬川路三郎 - 末水砲術長
- 深見泰三 - 杉本整備長
- 御橋公 - 戸沢軍医長
- 北沢彪 - 津村主計長
- 佐山亮 - 津山隊長
- 三田国夫 - 飯塚大尉
- 田中春男 - 伊沢航海士
- 真木順 - 田代兵曹長、航空母艦飛行隊の分隊士。義一の機に搭乗する。
- 黒川弥太郎 - 森部少佐
- 山川ひろし - 佐久間兵曹長
- 山島秀二 - 野村兵曹長
- 武林大八郎 - 見張長特務少尉
- 国創典 - 掌衣糧長
- 光一 - 加藤一飛曹
- 河合英二郎 - 久米一曹
- 松尾文人 - 今宮二飛曹
- 沢村昌之助 - 林二飛曹
- 柏木誠一 - 横井二整曹
- 木村功 - 倉田三飛曹
- 小田原竜次郎 - 村川一飛曹
- 田中利男 - 小村一飛曹
- 大久保欣四郎 - 山田一飛兵
- 花沢徳衛 - 森岡二飛曹
- 瀬川礼之助 - 生任下士
- 望月伸光 - 先任搭乗員
- 高松文麿 - 軍医
- 大村進 - 信号兵
- 冬木京三 - 下士官

### マレー方面
- 進藤英太郎 - 栗本司令
- 清水将夫 - 秋山飛行長
- 今成平九郎 - 佐伯整備長
- 坂内永三郎 - 大村通信長
- 二本柳寛 - 松本飛行隊長
- 三原順 - 白川大尉
- 鉄一郎 - 須田大尉
- 龍崎一郎 - 吉田中尉
- 中村哲 - 小野崎中尉
- 有馬新二 - 湯村中尉
- 柳谷寛 - 谷本予備少尉、索敵機操縦士。本職は僧侶。
- 南里金春 - 谷本機搭乗員
- 隆野唯勝 - 菊地少尉
- 斎藤英雄 - 宮崎二飛曹
- 津田光男 - 鈴川二飛曹
- 米倉勇 - 橋本二飛兵
- 沼崎勲 - 谷本二飛兵
- 社栄一 - 富田二飛兵
- 原浩二 - 牛島一整
- 高野二郎 - 島原一整

## スタッフ
- 検閲 - 海軍省　海検第二五五号[1]
- 後援 - 海軍省[1]
- 企画 - 大本営海軍報道部[1]

以下、ノンクレジット。参照 
- 製作 - 森田信義
- 演出 - 山本嘉次郎
- 製作担当 - 平木政之助
- 脚本 - 山本嘉次郎、山崎謙太
- 演出助手 - 小田基義、藤原杉雄、大岩弘明、毛利正樹、今藤茂樹、御代荘輔、高橋良吉
- 撮影監督 - 三村明
- 撮影 - 三村明、三浦光雄、鈴木博、平野好美
- 特殊技術監督 - 円谷英二
- 造型美術 - 奥野文四郎
- 合成 - 三谷栄三
- 照明 - 丸川武郎
- 調音 - 藤井慎一、樋口智久、藤好昌生
- 録音 - 石田茂美、神谷正和
- 美術 - 松山崇、渡辺武、北猛夫、尾崎千葉
- 編集 - 畑房雄、菊地雪江
- 音楽 - 鈴木静一
- 演奏 - 東宝映画管弦楽団
- スチール - 橋山愈

## 製作

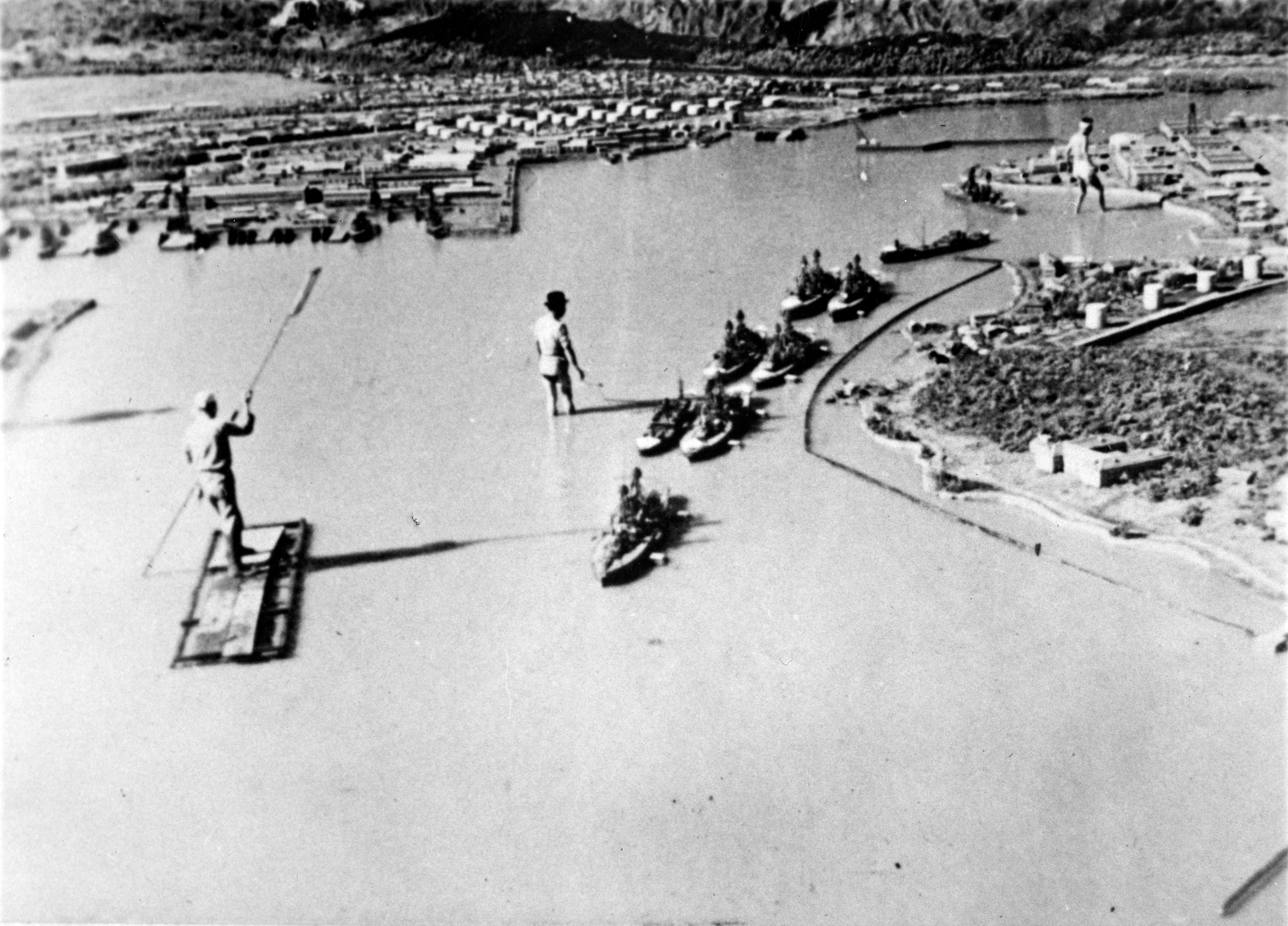
真珠湾のオープンセット

軍部では、真珠湾攻撃当時から記録映像を残すことが困難であるため、特殊撮影による記録映画の製作が構想されていたという。報道部海軍少佐の浜田昇一は、開戦前に訪れた東宝特殊技術課で円谷英二と出会い、開戦と同時に本作品の製作を依頼したという。

### 特殊撮影
特撮は円谷英二が担当。円谷得意のミニチュアモデルによる特撮に、部分的に実際の海戦で撮影された映像を挿入し、臨場感を醸し出すことに成功している。この映画で、円谷率いる特技スタッフは半年かけて精巧な1/400スケール1,800坪の真珠湾の特撮セットを作り上げ、見学に訪れた海軍報道部や朝香宮鳩彦王はそのリアルさに息を呑んだ。封切から一週間後の1942年12月17日に戦艦「大和」で本作品を鑑賞した宇垣纏連合艦隊参謀長も、日記に「見事な出来」と書き残している。後年、円谷は本作品について生涯で最も苦労した作品と語っている。
海軍省の至上命令で製作されたこの映画であるが、肝心の軍事資料は、担当将校らの「カツドウ屋は信用できない」という理由により、資料協力を受けられなかった。山本らスタッフによる空母の見学も検討されたが、作中登場する艦の見学は許可が下りず、既に旧式艦であった「鳳翔」のみ、しかも艦内設備の詳細な取材は厳禁とされた。山本は後に、「艦載機の着艦制動装置の仕組みなど子供でも知っているのに、それの撮影はおろか、見学も認められなかった」と、当局の対応に不満を洩らしている。山本と円谷は鈴鹿海軍航空隊に出向していた特別映画班の鷺巣富雄へ協力を求め、真珠湾攻撃参加者への取材などを行った。

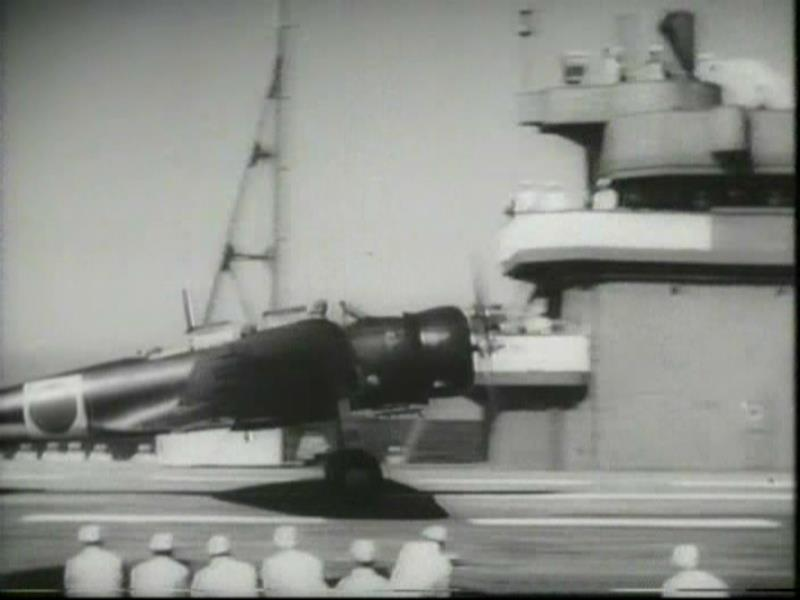
セットの航空母艦から離陸する九七式艦攻

この理不尽な状況の中で、実物大の空母セットは、カメラマンのハリー三村がどこからか入手した最新のアメリカの雑誌『ライフ』に掲載されていた、艦内を含むアメリカ海軍空母の写真を参考に作られた。また、円谷ら特撮スタッフはわずかな提供写真に写った水柱の大きさから、戦艦や飛行機、地形の実寸を割り出し、特撮セットを組み上げた。また、登場する飛行機は一部を除きいずれも実機だが、航空母艦は戦場にいるため実物大の野外セットを作り、離陸する飛行機はセットの上を滑走させている。こうして再現された戦闘機・攻撃機そして航空母艦・軍艦などの精緻なセットとミニチュアによる「実物としか見えない」映像は、後年（戦後）に作られたいわゆる戦争物の映画でもなかなか見られないもので、特に「航空母艦の実物大のセットを作って撮影した」という点は、多額の費用をかけて戦艦長門他の軍艦の実物大セットを作ったことで知られる『トラ・トラ・トラ!』（1970年公開）くらいでしか実現できなかったものである。飛行機の編隊がハワイの山間を飛行する場面では、模型を吊るしたクレーンを回すことでバンクの再現を試みており、後に押収したフィルムを観たGHQは、この場面を実際の記録映像だと信じ込んでいたという。
マレー沖海戦のシーンは軍部の要請により急遽追加され、9日間で制作された。この撮影では、プールの底に溝を掘り、ここにミニチュアの船に結びつけたロープを這わせることで、徐々に沈んでいく艦艇を表現した。
こうしてようやく完成したフィルムだが、海軍省立会いで行われた試写では、艦の様子を見た情報部検閲部長が「アメリカの航空母艦じゃないか」と激怒して公開に反対した。これも、元はといえば上記のように軍が資料提供を拒んだため、アメリカの艦船を参考にセットを組んだことによるものであり、円谷も山本もこのときは「はらわたが煮えくり返った」と後年語っている。検閲部長は宮家であったこともあり、あわや公開差し止めとなりかけたが、「誰がどう収めて公開にこぎつけたのか、いまだに分からない」と山本は述懐している。

### 音楽
『海ゆかば』をはじめ、当時好んで唄われた軍歌が次々と挿入され、それらがどのような場面で唄われ扱われていたかを知ることが出来る。

### ロケ地
- 東京市世田谷区喜多見町
- 静岡県田方郡大仁町
- 富士山麓
- 館山海軍航空隊
- 木更津海軍航空隊
- 土浦海軍航空隊飛行予科練習部
- 江田島海軍兵学校教育参考館

## 登場実機

### 軍用機
- 九三式中間練習機
- 零式艦上戦闘機 - 一部に試作機（十二試艦上戦闘機）の飛行映像が流用されている。
- 九七式艦上攻撃機 - 撮影にあたって実機が使用されているが、実際の作戦に参加した九七式三号艦上攻撃機（一二型）とは異なる九七式一号艦上攻撃機（一一型）が使われている。
- 九九式艦上爆撃機 - 模型では九七式艦攻に似た外観になっている。
- 九六式陸上攻撃機 - 機内のセットも作られ、機長と機関士のやりとりや雷撃手順が克明に描かれている。なお、九六式陸上攻撃機と共に実際のマレー沖海戦にて使用された一式陸上攻撃機は一切登場していない。

この他、ノースアメリカンNA-16（BT-9の輸出モデル）と見られる固定脚機が主翼に「US ARMY」と大きく書いたアメリカ陸軍戦闘機役で登場している。海軍では、新型の中間練習機の試験評価のため1938年（昭和13年）にNA-16-4R（NA-37）とNA-16-4RW（NA-47）を輸入していた。この機体は二式陸上中間練習機の開発時に参考にされた。

### 軍艦
- 空母赤城 - 物語の舞台となるが、乗船しての撮影は行われず、撮影には実物大セットとミニチュアが用いられた。
- 長門型戦艦
- 戦艦伊勢
- 戦艦山城
- 利根型重巡洋艦

## その他
- 映画のラストでは、「軍艦行進曲」の流れる中、戦艦長門や陸奥が主砲を撃つ実写シーンがあり貴重な映像である。[独自研究?]
- 東宝特技課に所属していた鷺巣富雄は、照準器の映像などに教材映画『水平爆撃』の動画が流用されたと証言しているが、現存するフィルムでは該当するシーンは存在していない[12]。
- マレー沖海戦のシーンはナチス・ドイツが制作したニュース映画に流用され、ヨーロッパで放送された[17]。
- クライマックスの一つである真珠湾攻撃のシーンは、戦後の1953年に公開された映画『太平洋の鷲』の真珠湾攻撃のシーンに再利用された[18][注釈 5]。
- 2001年公開のアメリカ映画『パール・ハーバー』において、連合艦隊首脳が屋外で池に模型の戦艦を浮かべ、水兵に竹竿を用いてその模型を動かさせながら作戦会議をする、という奇怪なシーンがあるが、これは、海軍士官が『ハワイ・マレー沖海戦』制作現場を視察している写真を見た『パール・ハーバー』の監督であるマイケル・ベイら製作陣が、前述の撮影中の写真を元に演出したものである。監督自身は「ここは史実を歪め、日本のプロパガンダ映画を引用した」と語っている[注釈 6][注釈 7]。
- 予科練練兵場における明治帝の御製奉唱は「あさみどり 澄みわたりたる 大空の 廣きをおのが こゝろともがな」である。
- 映画監督の本多猪四郎[注釈 8]が円谷から聞いた昔話によれば、円谷は本作品の試写が成功して嬉しくなり酔い潰れ、本人は記憶をなくしていたがタクシー運転手と喧嘩になり、朝起きると渋谷の警察署の留置所に入れられていたという[19]。
- 俳優の宝田明は、小学生時代に学徒動員で観た戦意高揚映画の中に本作品があったが記録映像だと思っていたといい、東宝へ入社してから円谷による特撮であると知り驚いたと述べている[20]。同じく東宝の俳優であった加藤茂雄も工業学生であったときに本作品を観たが、特撮という概念を知らずに飛行機の動きの素晴らしさに感動したといい、戦後に円谷が公職追放中に撮影を務めた広報映画に出演した際にカメラマンが本作品を手がけた人物だと知ったという[21]。

## 映像ソフト
- キネマ倶楽部の日本映画共通レーベル『日本映画傑作全集』の一本として、戦後公開の編集版がVHSとベータが販売された。品番1582[22]。冒頭の東宝マークが戦後の東宝作品と同様のものに差し替えられ、オープニングはタイトルカードのみでクレジットタイトルも省略されている。
- LD TLL2130[8]
- 2001年8月21日に東宝よりDVDが発売された[23]。収録されているのは1942年に公開された版で、オープニングも原版どおりである。